# Залізничник Донбасу
Залізничник Донбасу — щотижнева галузева газета регіональної філії Донецька залізниця ПАТ Укрзалізниця. Виходила з 1934 року (матеріали друкуються українською та російською мовами), з 2016 року на підконтрольній Україні частині Донецької області виходить як вкладка до  регіонального випуску «Магістраль-регіональна». На окупованих росіянами територіях України газета остаточно припинила своє існування у 2024 році, здійснивши ребрендинг у «Железные дороги Новороссии». Тематика оновленого друкованого видання стала охоплювати не лише окуповані росіянами частину Донеччини, а й Луганську область та захоплені російськими військами після 24 лютого 2022 року територій Запорізької та Херсонської областей.
З 2001 року засновник — державне підприємство «Донецька залізниця», з 2016 року — філія Укрзалізниці "Медіацентр «Магістраль»".

## Рубрики, тираж
Вміщує інформацію про події в галузі країни і за кордоном. Висвітлює питання, пов'язані з діяльністю 70-тисячного колективу Донецької залізниці: вміщує офіційні документи, інформацію про важливі заходи та події на підприємстві, матеріали про культурне та спортивне життя колективів. До важливих дат готують спецвипуски.
Основні рубрики: «Пульс дороги», «Час вимагає», «Минуле і сьогодення», «Невідоме про відоме», «Незабутнє», «Події і факти», «Телетайп».
Тираж понад 46 тис. примірників, з них, 36 тисяч екземплярів, які поширюються за передплатою на території Донецької, Луганської, Дніпропетровської, Запорізької та Харківської областей, та 10 тисяч екземплярів — в пасажирських поїздах далекого сполучення.
Головний редактор — В. Свердлов (2006–2014).

## Індекси передплати
Передплатний індекс у Каталозі видань України «Укрпошта» («Магістраль-регіональна» з газетою «Залізничник Донбасу») — 97735. За ціною на 2017 рік – 199,98 грн.
Передплатний індекс у складі корпоративного комплекту (+ газета "Магістраль ПАТ «Укрзалізниця»") — 97741; для підприємств і організацій — 97747. За ціною на 2017 рік — 299,96 грн.